# Hug de Chalon
Hug III de Chalon dit Hug de Borgonya (1220- 1266) fou comte de Borgonya per matrimoni amb la comtessa Adelaida I de Borgonya.
Hug era fill del comte de Chalon Joan I i de Matilde de Borgonya. El 1243 va néixer el seu germà Joan senyor de Rochefort, comte d'Auxerre per matrimoni amb la comtessa Alix de Borgonya-Auxerre. Hug es va casar a l'edat de 16 anys, l'1 de novembre de 1236 amb la comtessa Adelaida I de Borgonya amb qui va tenir els següents fills:
- 1248 al futur comte Otó IV de Borgonya
- Hug, que era viu el 1312, senyor de Montbrison i d'Aspremont
- Esteve († 1299)
- Renald de Borgonya († 1322), comte de Montbéliard per matrimoni amb Guillemeta de Neufchâtel
- Enric
- Joan († 1302), senyor de Montaigu, inhumat a Faverney després transferit a l'església de l'abadia de Cherlieu, el 5 de març de 1309, al mateix temps que el seu germà Otó IV de Borgonya
- Alix, monja a l'abadia de Fontevrault
- Elisabet († 1275), casada el 1254 amb el comte de Kyburg Hartman V († 1263)
- Hipòlita (mort el 1283), senyora de Saint-Vallier, casada el 1270 amb el comte Aimar IV de Poitiers, comte de Valentinois i de Dia (1249- 1329)
- Guyona de Borgonya († 1316), casada cap a 1274 amb el príncep Tomàs III del Piemont (1248- 1282)
- Margarida, monja a l'abadia de Fontevrault
- Agnès, senyora de Saint-Aubin, casada el 1259 amb el comte Felip II de Viena del Delfinat († 1303), senyor de Pagny

El 1248 va morir el seu sogre el comte Otó III de Borgonya. El seu pare, el poderós comte Joan I de Chalon i senyor de Salins va esdevenir regent del comtat de Borgonya per al seu fill i la seva jove Adelaida I de Borgonya i el seu net Otó IV de Borgonya.
El 1258 va néixer un altre germà, Joan I de Chalon-Arlay, que fou vescomte de Besançon
Hug va morir el 1266 a l'edat de 46 anys un any abans que el seu pare. Fou enterrat a l'església de l'abadia de Cherlieu. A la mort del regent el 1267 la comtessa Adelaida I de Borgonya es va casar en segones noces l'11 de juliol, a l'edat de 58 anys, amb el comte Felip I de Savoia (1207 -1285) que va esdevenir el nou regent del comtat (d'aquest matrimoni lògicament no hi va haver fills). La comtessa Adelaida de Borgonya va morir a l'edat de 70 anys i fins aleshores el seu fill Otó IV de Borgonya no va succeir efectivament com a comte de Borgonya (quan ja tenia 31 anys).